# Emmanuelle Claret
Emmanuelle Claret (Gap, 30 ottobre 1968 – Besançon, 11 maggio 2013) è stata una biatleta francese.
Ha vissuto la sua migliore stagione nel 1995-1996, quando ha vinto il titolo mondiale nell'individuale ai Mondiali disputati a Ruhpolding, edizione nella quale ha conquistato anche l'argento in staffetta e il bronzo nella gara a squadre, e si è aggiudicata la Coppa del Mondo assoluta.

## Biografia
In Coppa del Mondo ottenne il primo risultato di rilievo il 9 dicembre 1993 a Bad Gastein (41ª) e la prima vittoria, nonché primo podio, il 13 gennaio 1994 a Ruhpolding.
In carriera prese parte a due edizioni dei Giochi olimpici invernali, Lillehammer 1994 (35ª nella sprint) e Nagano 1998 (14ª nella sprint, 8ª nella staffetta), e a sette dei Campionati mondiali, vincendo cinque medaglie.
È morta nel 2013 all'età di 44 anni a seguito di una leucemia.

## Palmarès

### Mondiali
- 5 medaglie:
  - 1 oro (individuale[3] a Ruhpolding 1996)
  - 1 argento (staffetta[3] a Ruhpolding 1996)
  - 3 bronzi (gara a squadre[3] a Canmore 1994; gara a squadre[3] ad Anterselva 1995; gara a squadre[3] a Ruhpolding 1996)

### Coppa del Mondo
- Vincitrice della  Coppa del Mondo nel 1996
- 11 podi (7 individuali, 4 a squadre[1]), oltre a quelli ottenuti in sede iridata e validi anche ai fini della Coppa del Mondo:
  - 3 vittorie (2 individuali, 1 a squadre)
  - 3 secondi posti (individuali)
  - 5 terzi posti (2 individuali, 3 a squadre)

#### Coppa del Mondo - vittorie
| Data             | Località   | Nazione    | Spec.                                                               |
| ---------------- | ---------- | ---------- | ------------------------------------------------------------------- |
| 13 gennaio 1994  | Ruhpolding | Germania   | IN                                                                  |
| 20 gennaio 1996  | Osrblie    | Slovacchia | SP                                                                  |
| 14 dicembre 1997 | Östersund  | Svezia     | RL (con Florence Baverel-Robert, Christelle Gros e Corinne Niogret) |

Legenda:

SP = sprint

IN = individuale

RL = staffetta